# Третя англо-бірманська війна

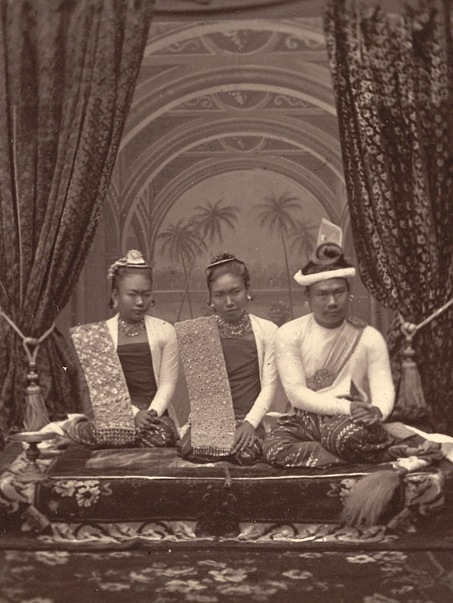
Цар Тібо, королева Супаялат і принцеса Супаяджі (листопад 1885)

Третя англо-бірманська війна — проходила у листопаді 1885 року під час правління царя Тібо і призвела до повної колонізації Бірми та ліквідації бірманської монархії і незалежності.
Намагаючись протистояти Британії, яка окупувала велику частину країни, король Тібо підписав договір з Францією про будівництво залізниці з Лаосу в Мандалай та організації спільного військового флоту на Іраваді. Британці вирішили чинити опір французькому впливу в Бірмі і, скориставшись внутрішньою нестабільністю, легко захопили Мандалай в 1885 році. В результаті короткого і нескладного походу по річці столиця Мандалай була взята майже без опору, британські війська, озброєні сучасною зброєю, істотно перевершували погано організовану бірманську армію, яка за спогадами очевидців нагадувала екзотичних дикунів, озброєних луками і стрілами.
Під командою генерал-лейтенанта Прендергаста зібралося біля Рангуна 11 тис. осіб, які склали розділений на три бригади корпус. В допомогу останньому була відряджені ціла флотилія дрібних суден. Зважаючи на погані шляхи сполучення, війська повинні були під прикриттям керованої сером Фрідеріком Річардом флотилії вирушити на річкових ботах вгору по Іраваді — до околиць столиці Мандалая, що і вдалося без особливих труднощів.
16 листопада відбувся незначний бій для усунення річкової загати у Сім-Бунге-Ві; 17-го, після нетривалої сутички, флотилія опанувала укріпленнями у Мінли, експедиційний корпус рушив вперед по Іраваді і зайняв без опору Мінгіаре. Тоді король Тібо, переконавшись у марності продовження боротьби, здався 1 грудня і був відправлений через Рангун в Індію.
Столиця Мандалай була зайнята британськими військами, і генерал Прендергаст вступив 4 грудня в управління королівством, яке маніфестом віцекороля Індії було оголошено (1 січня 1886 року) складовою частиною британської імперії.